# Edwardsia rubricollum
Edwardsia rubricollum är en havsanemonart som beskrevs av William Stimpson 1856. Edwardsia rubricollum ingår i släktet Edwardsia och familjen Edwardsiidae. Inga underarter finns listade i Catalogue of Life.